# Filip Josef Alois z Lichtenštejna
Filip Josef Alois z Lichtenštejna (německy Philipp Joseph Aloys Martinianus von Liechtenstein, 2. července 1762, Vídeň – 18. května 1802 tamtéž) byl rakouský šlechtic z knížecího rodu Lichtenštejnů, důstojník císařské armády a císařský komoří.

## Život
Narodil se ve Vídni jako sedmé dítě panujícího knížete Františka Josefa I. a jeho manželky Marie Leopoldiny ze Šternberka. Měl několik sourozenců, z nichž většina se dožila dospělosti: pozdější panující kníže Alois I. z Lichtenštejna, maršál a pozdější panující kníže Jan I. Josef z Lichtenštejna, Marie Josefa z Lichtenštejna, provdaná Esterházyová a Leopoldina Marie z Lichtenštejna, provdaná za lankraběte Karla Emanuela Hesensko-Rotenburského.
Kolem roku 1790 Filip Josef Alois navázal vztah s francouzskou herečkou Émilie Contatovou, se kterou měl syna Emila Filipa.
Kníže Filip Josef Alois zemřel na mrtvici v roce 1802 ve věku 39 let ve Vídni a byl pohřben v nové kryptě rodové hrobky kostela Narození Panny Marie ve Vranově. 

## Potomci
Philip Joseph z Lichtenštejna a Émilie Contat měl syna:
- Emil Filip z Lichtenštejna (10. prosince 1791, Paříž – 8. dubna 1855 tamtéž), důstojník francouzského pluku husarů a pobočník Henriho Gatiena Bertranda.[6] Byl ženatý s Mélanie Louise Jeanne Alphonse Lodebert a měli spolu dvě děti: [6] [7]
  - Philippe Émile Louis de Liechtenstein (27. června 1831, Nogent-sur-Vernisson – 24. listopadu 1892, Paříž), 22. ledna 1863 se v Cambrai oženil s Amélie Marie Hyppolite Mallet de Chauny [8] [9] Byl řádným důstojníkem prezidentů Julese Grévyho a Marieho Françoise Sadi Carnota. [8]
  - Jean de Liechtenstein (1836-1868), vojenský důstojník.[10]